# Sanctuaire de la Miséricorde divine de Cracovie
Le sanctuaire de la Miséricorde divine (en polonais : Sanktuarium Bożego Miłosierdzia), situé à Cracovie en Pologne, est un sanctuaire international et une basilique de l'Église catholique romaine en l'honneur de l'icône de la Miséricorde divine qui y est exposée.

## Situation
Le sanctuaire se trouve dans le quartier de Łagiewniki - Borek Fałęcki dans le sud de la ville de Cracovie. La nouvelle basilique est située rue Sainte-Faustyna-Kowalska.

## Histoire
De 1889 à 1891, à la demande du prince Alexandre Lubomirski, le couvent des Sœurs de Notre-Dame de la Miséricorde est érigé en style néo-gothique sur les plans de l'architecte Karol Zaremba. Il est un des lieux majeurs où a vécu sainte Faustine Kowalska. En 1943, le confesseur de la communauté Józef Andrasz commence la dévotion à la Miséricorde divine devant la nouvelle image réalisée par Adolf Hyła. En 1966, les restes de sœur Faustyna sont transportés à la chapelle.
En 1981, Maureen Digan, une Américaine du Massachusetts, atteinte d'un lymphœdème et qui avait subi dix opérations avant sa visite en ces lieux, est guérie en priant devant la tombe de Faustine Kowalska. Après une série d'examens, cinq médecins de la région de Boston déclarent que cette guérison était sans explication. En 1992, le Vatican reconnaît le caractère miraculeux de cette guérison, ce qui ouvre la voie à la béatification de Faustine Kowalska.

## La basilique
La nouvelle basilique, spécifiquement dédiée à la Miséricorde divine, est construite entre 1999 et 2002 et consacrée le 17 août 2002 par Jean-Paul II qui y prononce une homélie
De forme ellipsoïdale, elle évoque la forme d'un bateau et possède une tour-clocher de 77 mètres de hauteur qui symbolise son mât. Pouvant accueillir 5 000 personnes, elle comprend deux niveaux avec une chapelle dédiée à sainte Faustyna dans la partie inférieure et la chapelle de l'Adoration perpétuelle du Saint-Sacrement au-dessus.